# Famille Arquette
Pour les articles homonymes, voir Arquette.
La famille Arquette est une famille américaine originaire de l'Ohio, et dont plusieurs membres doivent leur célébrité au monde du cinéma.
```
Charles
 Augustus 
Arquette
 (23/10/1878–31/10/1973)
x 
Winifred
 Ethel 
Clark
 (30/07/1878-12/02/1966)
│
└──> 
« 
Cliff
 » Clifford Charles 
Arquette
 (27/12/1905-23/09/1974), 
acteur
, 
scénariste

     x 
Mildred
 Spaight 
LeMay
 (01/07/1913 – après 1940)
     │
     └──> 
Lewis
 Michael 
Arquette
 (14/12/1935-10/02/2001), 
acteur
, 
écrivain
, 
producteur de télévision

          x (1963) « Mardi » Mardiningsih Olivia Nowak, dite « 
Brenda Denaut
 » (21/08/1939–06/08/1997), 
actrice
, 
poétesse

          │
          ├──> 
Rosanna
 Lisa 
Arquette
 (10/08/1959), 
actrice
, 
réalisatrice
, 
productrice de cinéma

          │     x (1979-1980) « 
Tony
 » Anthony 
Greco

          │     x (1986-1987) 
James
 Newton 
Howard
 (09/06/1951)
          │     x (relation 1988-1992) 
Peter
 Brian 
Gabriel
 (13/02/1950), 
musicien
, 
chanteur
, 
producteur de musique

          │     x (1993-1999) 
John Sidel

          │     │
          │     ├──> 
Zoe
 Blue 
Sidel
 (1994)
          │     │
          │     x (
août 1993
) 
Todd Morgan

          │
          ├──> 
Richmond
 Mitchell 
Arquette
 (21/08/1963), 
acteur

          │
          ├──> 
Patricia
 Tiffany 
Arquette
 (08/04/1968), 
actrice

          │     x (relation avant 1989) 
Paul Rossi
, 
musicien

          │     │
          │     ├──> 
Enzo Rossi
 (03/01/1989)
          │     │
          │     x (
avril 1995
 - 
février 2000
) 
Nicolas Kim Coppola, dit « 
Nicolas Cage
 »
 (1964), 
acteur

          │     x (25/06/2006-01/07/2011) 
Thomas Elliott III, dit « 
Thomas Jane
 »
 (1969), 
acteur

          │     │
          │     ├──> 
Harlow
 Olivia Calliope 
Jane
 (20/02/2003)
          │     │
          │     x (relation 2014) 
Eric White
, artiste
          │
          ├──> 
« 
Alexis
 » Robert 
Arquette
 (1969-2016), 
actrice

          │
          └──> 
David
 James 
Arquette
 (08/09/1971), 
acteur

                x (12/06/1999 - 
juin 2012
) 
Courteney
 Bass 
Cox
 (1964), 
actrice

                │
                ├──> 
Coco
 Riley 
Arquette
 (13/06/2004)
                │
                x (12/04/2015) 
Christina McLarty

                │
                ├──> 
Charlie
 West 
Arquette
 (28/04/2014)
                │
                └──> 
Augustus
 Alexis 
Arquette
 (08/03/2017)
```

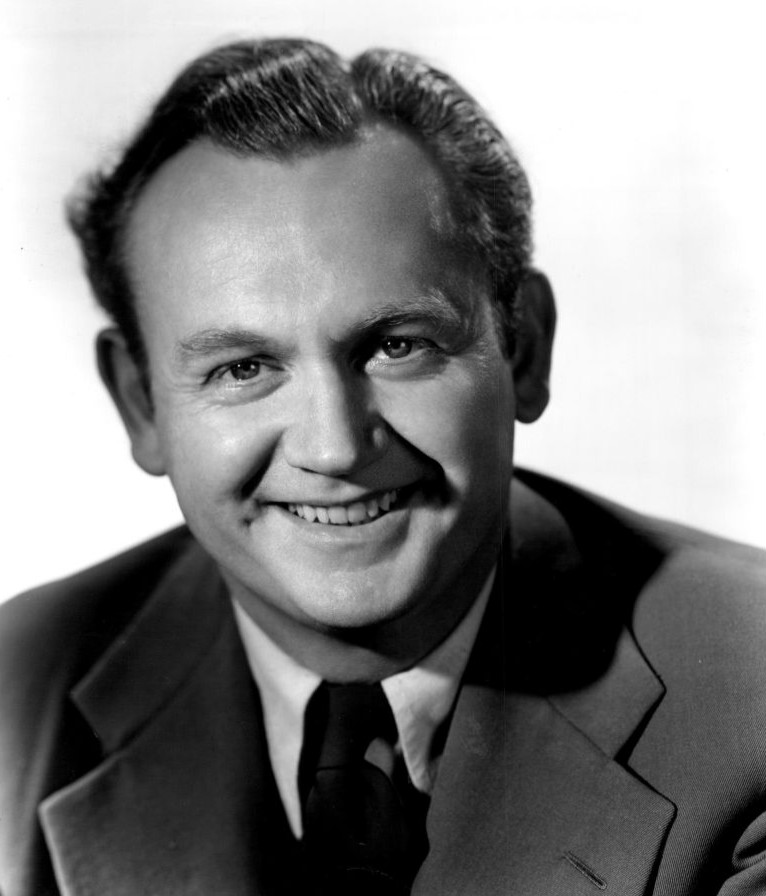
Cliff Arquette
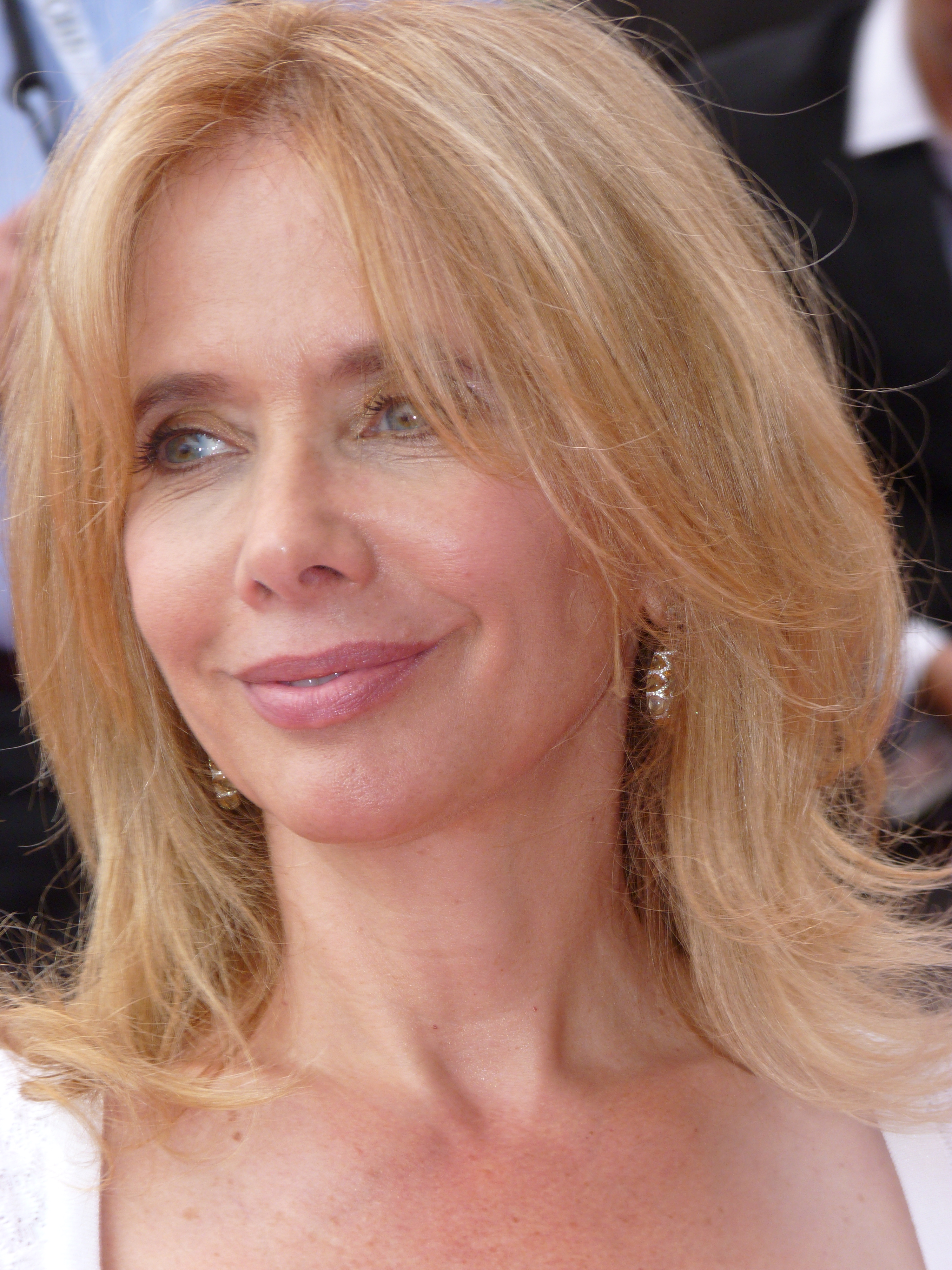
Rosanna Arquette
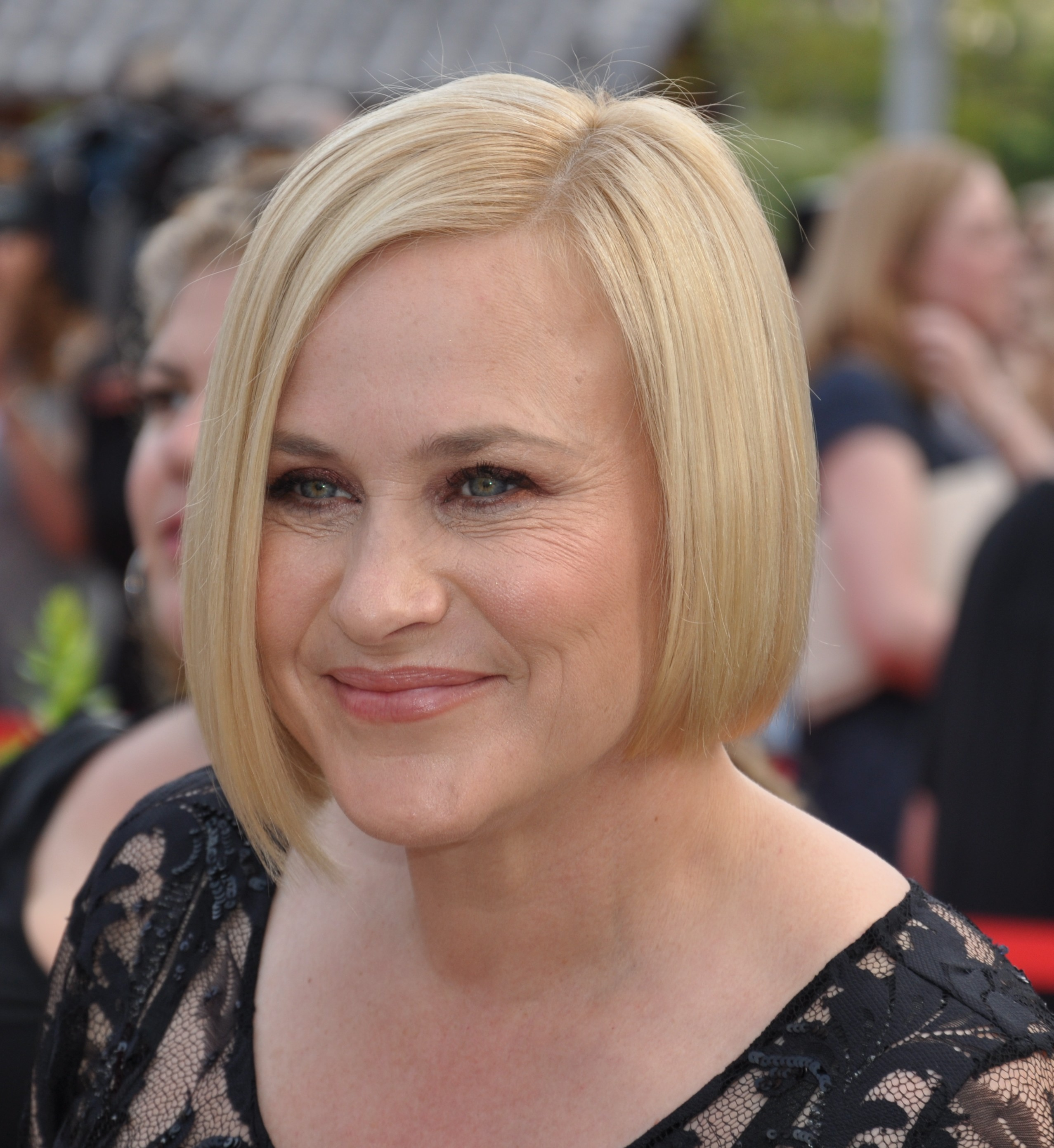
Patricia Arquette
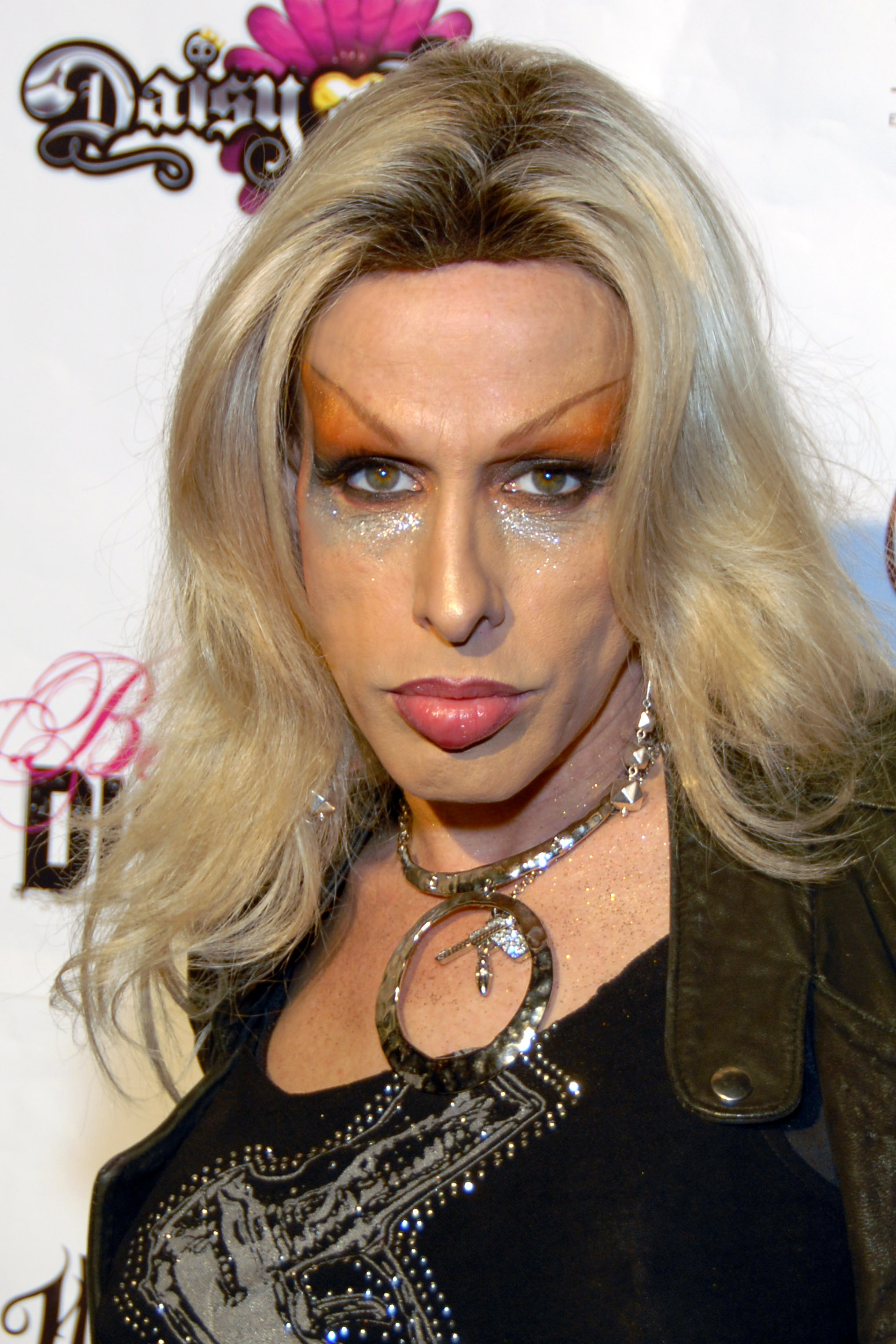
Alexis Arquette
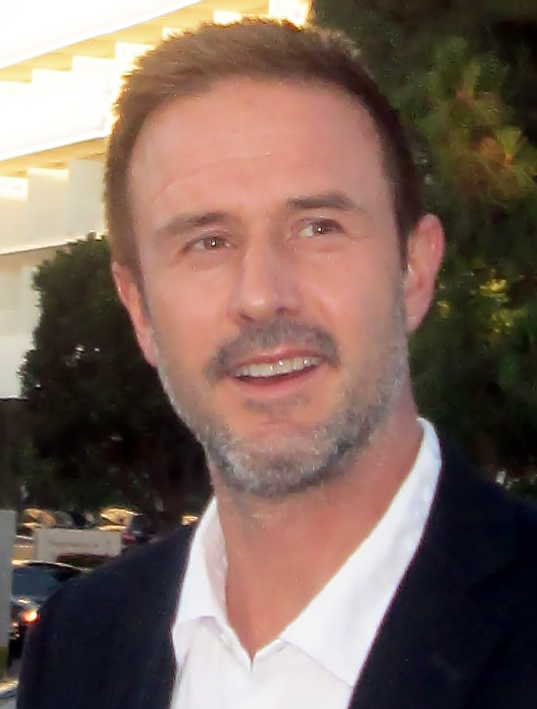
David Arquette